# Aglaia spectabilis
Aglaia spectabilis är en tvåhjärtbladig växtart som först beskrevs av Friedrich Anton Wilhelm Miquel, och fick sitt nu gällande namn av S.S. Jain & S.S.R. Bennet. Aglaia spectabilis ingår i släktet Aglaia och familjen Meliaceae. Inga underarter finns listade i Catalogue of Life.